# Cikloszarin
A cikloszarin vagy rövidítve GF (ciklohexil-metilfoszfonofluorid) egy rendkívül mérgező, vegyi fegyverként használt vegyület. A cikloszarin az idegmérgek G-ágens családjába tartozik, vegyi fegyverek azon csoportjába, melyet a Dr. Gerhard Schrader vezette német kutatócsoport fedezett fel és szintetizált. A fő idegmérgek (ideggázok) a G-ágensek; a tabun (GA), a szarin (GB), a szomán (GD); és a V-ágensek, mint például a VX. Az eredeti vegyületet, a tabunt 1936-ban fedezték fel Németországban, szerves foszfort tartalmazó inszekticidek kutatása közben. Aztán következett a szarin, a szomán és végül a legmérgezőbb, a VX; a második világháború előtti, kereskedelmi rovarölő laboratóriumok terméke.
Az ENSZ 687-es határozata szerint tömegpusztító vegyi fegyver. Az 1993-as Vegyifegyver-tilalmi Egyezmény 1. osztályú vegyületként osztályozta; így gyártása szigorúan ellenőrzött, felhalmozása pedig tiltott.

## Kémiai jellemzői
Elődjéhez, a szarinhoz hasonlóan, a cikloszarin egy folyékony szerves foszfát idegméreg. Fizikai jellemzői azonban, merőben eltérnek a szarintól.
Szobahőmérsékleten a cikloszarin színtelen folyadék, amelynek szagát különféleképpen jellemezték, édes és dohos; vagy őszibarackra vagy sellakra hasonlító. Ellentétben a szarinnal, a cikloszarin egy tartós folyadék; olyan értelemben, hogy kis gőznyomással rendelkezik; így viszonylag lassan párolog el, körülbelül 69-szer lassabban, mint a szarin; és 20-szor lassabban mint a víz.
Továbbá ellentétben a szarinnal, a cikloszarin gyúlékony; a lobbanáspontja 94 °C (201 °F).
A cikloszarin (GF) a szarinnál (GB) nagyobb toxicitást mutat az emberekben. A szarin medián halálos dózisa (LD50) 5 mg (egy 70 kg emberre vetítve); míg ez az érték a GF esetében 1,2 mg. A cikloszarin medián halálos koncentrációja és ideje (LCt50) 50 mg⋅min/m³; amely fele a szarinénak.
Más idegmérgekhez hasonlóan, a cikloszarin bináris vegyi fegyverként is bevethető. Prekurzorai nagy valószínűséggel a metilfoszfonil-difluorid; és a ciklohexanol, vagy ciklohexanol és ciklohexilamin keveréke lenne.

## Története
Gyártására először a második világháború alatt került sor, Németország vegyi fegyverek iránti kutatásának részeként; miután a szerves foszfát-vegyületek katonai potenciálja napvilágra került. A cikloszarint később, az 1950-es években az Egyesült Államok és Nagy-Britannia is vizsgálta a potenciális idegmérgek szisztematikus vizsgálatának részeként. Soha nem került sor a tömegtermelésére, köszönhetően annak, hogy prekurzorai sokkal drágábbak, mint más G-sorozatú idegmérgek, például a szarin (GB).
A mai napig, Irak az egyetlen olyan ország, amelyről ismert, hogy jelentős mennyiségű cikloszarint gyártott, abból a célból hogy vegyi fegyverként ütközetekben felhasználja. Az iraki-iráni háború során (1980-1988), az irakiak szarin és cikloszarin együttes keverékét alkalmazták. Ennek valószínűsíthető oka, hogy így egy tartósabb vegyi anyagot nyertek, valamint így válaszoltak a szarin alkohol prekurzorárára helyezett, meglévő embargóra. A GB-GF keverék toxicitása egereken végzett kísérletek alapján a GB és GF toxicitásértékei között volt.

## Fordítás
- Ez a szócikk részben vagy egészben  a   Cyclosarin című angol Wikipédia-szócikk fordításán alapul.  Az eredeti cikk szerkesztőit annak laptörténete sorolja fel. Ez a jelzés csupán a megfogalmazás eredetét és a szerzői jogokat jelzi, nem szolgál a cikkben szereplő információk forrásmegjelöléseként.